# أميس (باد كاليه)
أميس، باد كاليه (بالفرنسية: Ames, Pas-de-Calais)‏ هي بلدية تقع في إقليم باد كاليه من منطقة نور با دو كاليه في شمال فرنسا. تبلغ مساحة هذه المدينة (كم²)، وترتفع عن سطح البحر 53 م، يبلغ عدد سكانها 605 نسمة حسب إحصاء المعهد الوطني للإحصاء والدراسات الاقتصادية سنة 2009 م. وترأس Marcel Cocq البلدية خلال فترة (2008-2014).